# Йохан Дайзенхофер
 Йохан Дайзенхофер (на немски: Johann Deisenhofer) е германски биохимик, който заедно с Хартмут Михел и Роберт Хубер получава Нобелова награда за химия през 1988 г. за приноса им към определянето на първата кристална структура на интегрален мембранен протеин, комплекс от мембраносвързани протеини, който е ключов за фотосинтезата.

## Ранен живот
Дайзенхофер е роден в Цузамалтхайм в Бававия. Защитава докторската си дисертация към Мюнхенския технически университет, след като извършва изследователска дейност в Института по биохимия „Макс Планк“ в Мюнхен през 1974 г. Той остава да работи в института до 1988 г., когато се присъединява към научния персонал на Института по медицина „Хауърд Хюз“ в Мериленд, САЩ. След това е назначен в департамента по биохимия към Югозападния медицински център на Тексаския университет в Далас.

## Научна дейност
Заедно с Михел и Хубер, той определя триизмерната структура на протеинов комплекс, който се среща в някои фотосинтезиращи бактерии. За този комплекс, наричан център за фотосинтетична реакция, се знае, че играе ключова роля при започването на прост тип фотосинтеза. Между 1982 и 1985 г. тримата учени използват рентгенова кристалография, за да определят точната подредба на над 10 000 атома, изграждащи протеиновия комплекс. Техните изследвания подобряват общото разбиране на механизмите на фотосинтезата и разкриват приликите между фотосинтетичните процеси при растенията и при бактериите.
В днешно време Дайзенхофер служи в съвета на Учените и инженерите за Америка, организация с фокус върху насърчаването на чистата наука в правителството на САЩ. През 2003 г. той става един от 22-мата нобелови лауреати, които се подписват под Хуманистичния манифест. Професор е в департамента по биофизика към Югозападния медицински център на Тексаския университет.